# Phenacoccus brachipodi
Phenacoccus brachipodi är en insektsart som först beskrevs av Savescu 1985.  Phenacoccus brachipodi ingår i släktet Phenacoccus och familjen ullsköldlöss.
Artens utbredningsområde är Rumänien. Inga underarter finns listade i Catalogue of Life.